# Grabrovec, Metlika
Grabrovec este o localitate din comuna Metlika, Slovenia, cu o populație de 147 de locuitori.